# Рубие
Рубиè (на турски: rubiye) – наричана още рубѝя, рубè или руб – е дребна османска златна монета (от меко злато), вълнообразно назъбена по края. Обикновено е равна на 1/4 от османския златен цехин и тежи около 0.5 грама, но може да има различни стойности. 
Упоменавания на рубие в някои литературни и документални източници
- Друг път [чорбаджи Марко] поръчваше на другиго:
– Нà, татовата, иди ми отчети от панерчето с жълтиците двайсет рубета, та да ми ги дадеш, като се върна. – И излизаше.

— Иван Вазов, „Под игото“, част I, глава I – Гостът 
- Секвентъ фондукли 9 фр. 80 сантъ.
Половината 4 фр. 90 сантъ.
Четвъртината или рубие 2 фр. 45 сантъ.

— Из "Френски пътеписи из Балканите, ХІХ в. Класически пътеводител за пътуващия из Европа, 1828 – 1829 г."
от Ж.-Б. Ришар, псевд. на Жан Мари Венсан Оден (G.-B. Richard (J.-M. Audin)